# Кобзев, Виктор Михайлович
Виктор Михайлович Кобзев (род. 14 сентября 1956, Воронеж) — советский и российский кинорежиссёр и сценарист.

## Биография
В 1979 году окончил режиссёрский факультет ВГИКа (мастерская Г. Н. Данелия).
С 1979 г. работает на Свердловской киностудии.
Член СК РФ, член Гильдии кинорежиссёров России.

## Фильмография

### Режиссёр
- 1984 — «Рябиновые ночи»
- 1986 — «Золотая баба»
- 1988 — «Похищение чародея»
- 1991 — «Сыщик Петербургской полиции»
- 2007 — «Дело было в Гавриловке (9-12 серии)»
- 2008 — «Дело было в Гавриловке 2»

### Сценарист
- 1988 — «Похищение чародея» (совместно с Киром Булычёвым)
- 1991 — «Сыщик Петербургской полиции» (совместно с Леонидом Юзефовичем)